# 栃原金山
栃原金山(とちはらきんざん)は茨城県久慈郡大子町栃原にあった低中温熱水鉱床の鉱山で、主に金を産出した。
16世紀後半に佐竹氏によって発見され、昭和初期には「金山沢鉱山」として創業をしていたが太平洋戦争の激化により休山。1987年に採掘を再開したが1999年には休山、観光鉱山への転換を図るも失敗し放棄された。

## 歴史
栃原金山は16世紀後半に同地を含む常陸一帯を支配していた佐竹氏の金山開発政策によって発見され、久慈川流域の久隆金山や水戸市の木葉下金山・有賀金山などとともに採掘が行われていた。産出量は非常に多く、当時豊臣政権下で上納していた金の量は全国3位であったと言われる。
しかし関ヶ原合戦で佐竹氏当主・佐竹義宣は親交があった石田三成を慕い西軍についてしまったため、常陸54万石から秋田20万石へと減封となってしまった。その際これらの金山は、旧佐竹領に新領主として入ってきた徳川氏の接収を避けるため坑道を封鎖し、鉱山そのものを完全に放棄したため江戸時代に採掘が行われることはなかった。
昭和初期には「金山沢鉱山」として採掘を再開。一定の産出量を出したが1943年の金山整備令により休山指定されてしまう。その後は長らく採掘が行われなかったが、1982年に大子鉱山株式会社栃原鉱業所が試掘を開始。有望な鉱床が発見されたため1987年に社名を東洋金属工業株式会社へと変更し採掘を開始した。
当初は順調な経営であったものの、操業開始から数年後金の価格が徐々に低迷。なんとか採掘を続けるも1999年に休業となってしまった。しかし採掘は断念しても、豊富な埋蔵量を活かし観光鉱山への転換を画策。採掘時に使用していたバテロコや人車を改造した客車などを使っての坑道見学、「金山水」と称した金粉入りのミネラルウォーターの販売などを行ったが軌道に乗らず、正確な年月は不明だが平成中期頃には鉱山そのものが放棄された。
法令上は現在も「休山」であるが事務所との連絡は取れず、実質的な廃鉱山である。

## 構造と現状
採掘所及び選鉱所はすべて久慈川の支流である大沢川の支流の手古屋沢によって作られた谷に位置しており、採掘所は源流付近の谷、選鉱所はその数百ｍ下流に建てられている。大沢川との合流地点には木造2階建ての鉱山事務所が建てられており、老朽化が進んでいるが2023年現在も残存している。
鉱山事務所前には駐車場があり、錆びてしまっているアーチゲートや観光鉱山へ転換後に砂金すくい体験をしていた通称「わんがけ」コーナーの跡も残っている。
選鉱所には破砕ミルやシックナーなどの機器が残されており、説明板などが残る。
採掘所は坑口と小規模なトタン小屋が残る。坑口には「東洋金属工業(株)　栃原坑」と書かれた銘板が貼られている。坑口そのものは2023年現在鉄格子の扉によって封鎖されているが、内部を覗き見ることは可能。坑道は入り口数ｍはコンクリートで固めてあるものの、その奥は岩盤が露出している。坑道内は僅かに水が溜まっているが出水は確認されていない。

## 鉱山鉄道
栃原金山には坑道〜選鉱所の手前にあるベルトコンベア施設間の鉱石の輸送を担う鉱山鉄道が存在した。軌間は608ｍmで、日本輸送機製の2t蓄電池機関車(バテロコ)や鉱車が用いられていた。この車両は観光鉱山転換後に坑道見学に用いられた。
観光鉱山放棄前に鉱山事務所付近に展示してあったバテロコ1両と鉱車1両が後に那珂川清流鉄道保存会によって引き取られ、保存されている。